# Jean Douchet
Jean Douchet (Arrás, 19 de enero de 1929-París, 22 de noviembre de 2019) fue un crítico e historiador del cine, cineasta y profesor francés.

## Biografía
Después de estudiar filosofía, colaboró en La Gazette du cinéma y, a partir de 1957, en Les Cahiers du cinéma. Mantuvo amistad desde los años 1950 con los otros críticos que conformarían la Nouvelle Vague: Éric Rohmer, Jean-Luc Godard, Claude Chabrol y François Truffaut.
Muy pronto destacó por la agudeza de sus análisis críticos. Fue autor de varios trabajos importantes sobre Alfred Hitchcock y la Nouvelle Vague, y también de análisis notables sobre obras de Murnau, Kenji Mizoguchi, Vincente Minnelli, Akira Kurosawa, Godard y Jean-Daniel Pollet.
En 1964, introdujo al crítico Serge Daney en Les Cahiers du cinéma. Como Françoise Lebrun y Douchka, apareció en dos películas destacadas de Jean Eustache, La Maman et la Putain en 1973 y Une sale histoire en 1977. 
Sus cursos de análisis de películas en el IDHEC, en los periodos 1969-1971 y 1974-1985, y después en la Fémis, influenció a numerosos jóvenes directores que a menudo lo invitaban en sus películas : Sitcom de François Ozon, Mister V de Émilie Deleuze y también Nord, N'oublie pas que tu vas mourir y Selon Matthieu de Xavier Beauvois.
Animó durante varios años un cine-club semanal en la Cinémathèque française. Para el homenaje que la Cinémathèque française dedicó a Éric Rohmer el 8 de febrero de 2010, realizó para ese evento una película titulada Claude et Éric, donde Claude Chabrol cuenta su complicidad con Éric Rohmer en Les Cahiers du cinéma durante los años 1950.
También contribuyó en la nueva revista de cine La Septième Obsession.
Falleció a los 90 años.

## Libros
- Alfred Hitchcock (Cahiers de L'Herne, coll. "« L'Herne Cinéma », N° 1, 1967) ; puis éditions de L'Herne (1985) sous le titre Hitchcock ; réédition Cahiers du Cinéma, 1999
- André Bazin, La Politique des auteurs - Ouvrage collectif (Jacques Becker, Charles L. Bitsch, Claude Chabrol, Michel Delahaye, Jean Domarchi, Jacques Doniol-Valcroze, Jean Douchet, Jean-Luc Godard, Fereydoun Hoveyda, Jacques Rivette, Éric Rohmer, Maurice Schérer, François Truffaut), Champ libre, 1972
- L'Art d'aimer (1987) ; réédition  Petite bibliothèque des Cahiers du cinéma, 2003
- Paris cinéma : une ville vue par le cinéma de 1895 à nos jours, avec Gilles Nadeau, Du May, 1987
- La Modernité cinématographique en question, Le cinéma muet des années parlantes, avec Rick Altman, La Cinémathèque française, 1992
- Le Théâtre dans le cinéma, La Cinémathèque française, 1993
- Nouvelle vague, F. Hazan, 2004
- Paulo Rocha, Jean Douchet, Hugues Quester, Alain Bergala, Paulo Branco et al., Pour João César Monteiro : contre tous les feux, le feu, mon feu, Yellow now, 2004
- La DVDéothèque de Jean Douchet, Petite bibliothèque des Cahiers du cinéma, 2006
- L'Homme cinéma, entretien avec Joël Magny, Écriture, 2014

Un fondo de conservación consagrado a la obra completa de Jean Douchet está gestionado por la Cinémathèque de Bourgogne Jean Douchet.

## Filmografía
- 1962 : Le Mannequin de Belleville
- 1965 : Saint-Germain des Prés in Paris vu par… [4]
- 1967 : Alexandre Astruc, l'ascendant taureau (TV), pour Cinéastes de notre temps
- 1969 : Et crac !
- 1970 : Le Dialogue des étudiantes
- 1972 : La Jeune Femme et la Mort
- 1977 : En répétant Perceval (TV)[5]
- 1985 : Godard plus Godard (TV) pour Étoiles et toiles
- 1986 : Gérard Titus-Carmel, un profil
- 1994 : Éric Rohmer, preuves à l'appui (TV), pour Cinéastes de notre temps, coréalisé par André S. Labarthe[6]
- 1996 : La Servante aimante, d'après La Serva amorosa de Carlo Goldoni[7]
- 1997 : Femmes chez Hitchcock (coréalisateur : Jean Couturier) (TV)
- 2004 : Vanités[8]
- 2009 : À bicyclette[9]
- 2010 : Claude et Éric[10]